# Pseudecheneis sympelvica
Pseudecheneis sympelvica és una espècie de peix de la família dels sisòrids i de l'ordre dels siluriformes. Poden assolir fins a 5,7 cm de llargària total.
Es troba a la conca del riu Mekong al centre de Laos.